# 城市獵人 (2018年電影)
《城市獵人》（法語：Nicky Larson et le Parfum de Cupidon）是由法國喜劇影帝菲力普·拉紹自編、自導、自演的法國犯罪喜劇。本片改編自日本漫畫家北條司的作品《城市獵人》，由菲力普·拉紹、艾蘿緹·方汀、塔瑞克·布達里、迪迪埃·布林東、帕米拉·安德森等人領銜主演，本片於2019年2月6日在法國上映。

## 劇情
孟波是被人稱「城市獵人」的私家偵探，他的個性幽默、正義、好色，擅長處理各種的棘手任務，深受信賴。有天一名神祕委託人交付一項危險任務，要他保護神奇的愛情靈藥「邱比特香水」，這種香水會讓人性慾大開，孟波天不怕地不怕，決定接受委託，誰知香水卻被有心人士偷走，孟波必須在47小時之內找回香水，否則天下將會「性事」大亂……。

## 演員
括號內為原作漫畫中的相對角色。
- 菲力普·拉紹（英语：Philippe Lacheau） 飾 Nicky Larson（冴羽獠/孟波）
- 艾蘿緹·方汀（英语：Élodie Fontan） 飾 Laura Marconi（槇村香）
- 塔瑞克·布達里（英语：Tarek Boudali） 飾 Poncho
- 朱利安·阿魯緹（法语：Julien Arruti） 飾 Gilbert Skippy
- 迪迪埃·布林東（英语：Didier Bourdon） 飾 Dominique Lettelier
- Kamel Guenfoud 飾 Mammouth（海怪／伊集院隼人）
- Sophie Mousel 飾  Hélène Lamberti（野上冴子）
- 拉斐爾·佩松納茲（法语：Raphaël Personnaz） 飾 Tony Marconi（槇村秀幸）
- 潘蜜拉·安德森 飾 Jessica Fox
- 杰拉爾·朱諾（法语：Gérard Jugnot） 飾 the psychologist
- Chantal Ladesou（法语：Chantal Ladesou） 飾 Gilbert's mother-in-law
- 奧黛莉·拉米（英语：Audrey Lamy） 飾 Gilbert's wife
- Jarry 飾 the mayor Mokkori
- 蕾米・柯里希（英语：Reem Kherici） 飾 紋身的女孩
- Pascal Boisson  飾 Paco
- 傑羅姆·勒·班納（英语：Jérôme Le Banner） 飾 Joe
- 阿本・巴拉塔拉吉（英语：Arben Bajraktaraj） 飾 Black Gloves
- Achille Potier 飾 Jordan, Gilbert's son
- Elisa Bachir Bey  飾 模特兒
- Adja Kaba 飾 模特兒
- Noémie Demeule 飾 模特兒
- 莉雅·琦比德 飾 the professor's daughter
- 法瑞德莉克·霍西德（法语：Dorothée） 飾  l’hôtesse aéroportuaire＜友情客串＞
- Jean-Paul Césari  飾 the singer at the Fashion Police party＜友情客串＞
- Vincent Ropion（法语：Vincent Ropion） 飾 television reporter＜友情客串＞
- Medi Sadoun（英语：Medi Sadoun） 飾 detector inspector＜友情客串＞

## 發行
《城市獵人》於2019年2月6日在法國上映，5月24日在台灣上映，11月29日在日本上映，日譯片名為《城市獵人THE MOVIE：史上最香任務》（シティーハンター THE MOVIE 史上最香のミッション），2020年12月11日在中国大陆上映。